# Gouvernement Orpo
Le gouvernement Orpo (en finnois : Orpon hallitus) est le gouvernement de la république de Finlande depuis le 20 juin 2023, durant la 39e législature du Parlement de Finlande.
Il repose sur une coalition entre la droite et l'extrême droite comprenant le Parti de la coalition nationale (Kok), les Parti des Finlandais (PS), le Parti populaire suédois de Finlande (SFP) et les Chrétiens-démocrates (KD). Il est formé à la suite des élections législatives du 2 avril 2023.

## Historique
Il est dirigé par le conservateur Petteri Orpo et formé d'une coalition à quatre partis entre le Parti de la coalition nationale (Kok), les Parti des Finlandais (PS), le Parti populaire suédois de Finlande (SFP) et les Chrétiens-démocrates (KD). Bénéficiant d'une majorité de 108 députés sur 200, il succède au gouvernement de la social-démocrate Sanna Marin.

### Formation
Fort de l'arrivée en tête du Parti de la coalition nationale (Kok) aux élections législatives finlandaises de 2023, son dirigeant Petteri Orpo annonce le 27 avril son intention de négocier la formation d'un gouvernement de coalition avec le Parti des Finlandais (PS), le Parti populaire suédois de Finlande (SFP) et les Chrétiens-démocrates (KD). L'accord est longuement négocié avant d'être conclu le 15 juin suivant.
Le gouvernement Orpo est formé le 20 juin suivant. Sur un total de 19 ministres, 8 reviennent au Kok, 7 au PS et 3 au SFP et 1 au KD. Petteri Orpo devient Premier ministre tandis que la dirigeante du PS, Riikka Purra devient vice-Première ministre et ministre des Finances. La dirigeante du SFP, Anna-Maja Henriksson devient quant à elle ministre de l’Éducation, tandis que celle du KD, Sari Essayah, devient ministre de l'Agriculture et des Forêts,,.

## Composition
| Poste                                                         | Titulaire | Titulaire                                                     | Parti |
| ------------------------------------------------------------- | --------- | ------------------------------------------------------------- | ----- |
| Premier ministre                                              |           | Petteri Orpo                                                  | Kok   |
| Vice-Première ministre Ministre des Finances                  |           | Riikka Purra                                                  | PS    |
| Ministre de l'Éducation                                       |           | Anna-Maja Henriksson (jusqu'au 05/07/2024) Anders Adlercreutz | SFP   |
| Ministre de l'Agriculture et des Forêts                       |           | Sari Essayah                                                  | KD    |
| Ministre de la Défense                                        |           | Antti Häkkänen                                                | Kok   |
| Ministre du Commerce extérieur et du Développement            |           | Ville Tavio                                                   | PS    |
| Ministre des Affaires économiques                             |           | Vilhelm Junnila (jusqu'au 06/07/2023) Wille Rydman            | PS    |
| Ministre de l'Emploi                                          |           | Arto Satonen                                                  | Kok   |
| Ministre de l'Environnement et du Climat                      |           | Kai Mykkänen (jusqu'au 24/01/2025) Sari Multala               | Kok   |
| Ministre des Affaires européennes et des Réformes             |           | Anders Adlercreutz (jusqu'au 05/07/2024) Joakim Strand        | SFP   |
| Ministre des Affaires étrangères                              |           | Elina Valtonen                                                | Kok   |
| Ministre de l'Intérieur                                       |           | Mari Rantanen                                                 | PS    |
| Ministre de la Justice                                        |           | Leena Meri                                                    | PS    |
| Ministre des Affaires locales                                 |           | Anna-Kaisa Ikonen                                             | Kok   |
| Ministre de la Science et de la Culture                       |           | Sari Multala                                                  | Kok   |
| Ministre des Affaires sociales et de la Santé                 |           | Kaisa Juuso                                                   | PS    |
| Ministre de la Famille et des Services sociaux                |           | Sanni Grahn-Laasonen                                          | Kok   |
| Ministre des Transports et des Communications                 |           | Lulu Ranne                                                    | PS    |
| Ministre de la Jeunesse, des Sports et de l'Activité physique |           | Sandra Bergqvist                                              | SFP   |